# Cuerpo de Jóvenes Pioneros de China
El Cuerpo de Jóvenes Pioneros de China (chino simplificado: 中国少年先锋队, chino tradicional: 中國少年先鋒隊, pinyin: Zhōngguó Shàonián Xiānfēng Duì) es la organización infantil del Partido Comunista de China. Fue fundada el 13 de octubre de 1949, poco después de la proclamación de la República Popular China, con el nombre de Cuerpo de Jóvenes Niños de China (中国少年儿童队 / 中國少年儿童隊 / Zhōngguó Shàonián Értóng Duì), y en junio de 1953 adoptó el nombre actual. En la V Asamblea Nacional de Representantes del Cuerpo de Jóvenes Pioneros se definió a este como "organización infantil fundada y desarrollada por el Partido Comunista de China bajo la dirección de la Liga de la Juventud Comunista de China".

## Historia
Ya antes de la fundación de la República Popular China, durante la segunda guerra sino-japonesa y la guerra civil china, el Partido Comunista había organizado diversas organizaciones infantiles en las áreas bajo su control. Apenas unos días después de la proclamación de la República Popular, el 13 de octubre de 1949, se fundaba el Cuerpo de Jóvenes Niños de China, y en 1950 se organizaba la primera conferencia de la organización.
En junio de 1953, la organización adoptaba el nombre actual, y en noviembre se celebraba su segunda conferencia, como siempre organizada por la Liga de la Juventud Comunista de China, la organización juvenil. En 1955, se celebraba la tercera conferencia. El Cuerpo seguiría funcionando hasta la época de la Revolución Cultural, cuando sus actividades, como las de la Liga de la Juventud Comunista, fueron suspendidas. En esta época, los partidarios de Mao Zedong movilizaron a los niños y jóvenes en una nueva organización: los guardias rojos.
En octubre de 1978, la ya restablecida Liga de la Juventud Comunista anunció la decisión del Comité Central del Partido Comunista de China de refundar el Cuerpo de Jóvenes Pioneros como organización infantil del Partido. En 1979 se celebraba la sexta conferencia. En los últimos años, las reuniones generales de la organización han recibido el nombre de Asamblea Nacional de Representantes, y se celebran cada cinco años. La última ha sido la V Asamblea, en junio de 2005.

## Membresía
La mayoría de los estudiantes de primaria son Jóvenes Pioneros cuando se gradúan de la escuela primaria. La mayoría de las escuelas requieren que los estudiantes de la edad adecuada se conviertan en Jóvenes Pioneros. Se estima que en 2002 había 130 millones de Jóvenes Pioneros en China.

## Estatutos
El 1 de marzo de 1954, por resolución del Comité Central del Partido Comunista，la Liga de la Juventud Comunista de China publicó formalmente los Estatutos del Cuerpo de Jóvenes Pioneros de China. El texto ha sido modificado desde entonces en numerosas ocasiones, siendo la última el V Asamblea Nacional de Representantes del Cuerpo. Texto completo disponible en Wikisource en chino.

## Símbología

### Bandera
La bandera del Cuerpo de Jóvenes Pioneros muestra una estrella amarilla de cinco puntas junto a una antorcha sobre fondo rojo. La estrella representa el liderazgo del partido Comunista de China, la antorcha representa el esplendor del comunismo y el fondo rojo representa el triunfo de la revolución.

### Emblema
Se compone también de una estrella amarilla y una antorcha junto con una cinta con los cinco caracteres 中国少先队, nombre abreviado de la organización.

### Símbolo
Los estatutos del Cuerpo explican el valor simbólico de la bufanda roja, que representa la bandera roja y la sangre de los mártires de la Revolución. Los miembros del Cuerpo deben conservar y cuidar su bufanda.

### Otros elementos simbólicos
- Gesto：La mano derecha con los cinco dedos apretados y la cabeza alzada, en representación del interés del pueblo por encima de todo.

- Lema: "Estad preparados para luchar por la causa comunista". Respuesta: "¡Ya estamos preparados!"

- Consignas: Sinceridad, valentía, vitalidad y unidad.

- Juramento："Soy miembro del Cuerpo de Jóvenes Pioneros. Bajo su bandera juro: amar con fervor al Partido Comunista de China, con fervor a la Patria, y con fervor al pueblo, estudiar al máximo, ejércitarme al máximo y prepararme para aportar mi esfuerzo por la causa del comunismo".

- Himno: Somos los continuadores del comunismo. Letra disponible en Wikisource en chino.